# マーニット・プーアーリー
マーニット・プーアーリー（มานิตย์ ภู่อารีย์、1935年12月3日 - 2008年11月30日）はタイ王国の版画家。1999年にタイ王国国家芸術家(芸術部門・版画)に選出。

## 略歴
バンコク出身。
職人育成専門学校（วิทยาลัยเพาะช่าง)で美術の教育を受けた後、バンコクのシラパコーン大学の美術・彫刻学部に入学する。
卒業後、イタリアローマの芸術学院で研究を続けた。